# BEMER Cyclassics 2022
La 25.ª edición de la clásica ciclista BEMER Cyclassics se celebró en Alemania el 21 de agosto de 2022 sobre un recorrido de 216,7 km. por los alrededores de la ciudad de Hamburgo.
La carrera formó parte del UCI WorldTour 2022, siendo la vigésimo séptima competición del calendario de máxima categoría mundial. El vencedor fue el austriaco Marco Haller del Bora-Hansgrohe, quien estuvo acompañado en el podio por los belgas Wout van Aert del Jumbo-Visma y Quinten Hermans del Intermarché-Wanty-Gobert Matériaux, segundo y tercer clasificado respectivamente.

## Equipos participantes
Tomaron parte en la carrera 21 equipos: los 18 de categoría WorldTour y 3 categoría UCI ProTeam, formando así un pelotón de 146 ciclistas de los que acabaron 130. Los equipos participantes fueron:
| WorldTeams (18)- AG2R Citroën Team - Astana Qazaqstan Team - Bahrain Victorious - Bora-Hansgrohe - Cofidis - EF Education-EasyPost - Groupama-FDJ - Ineos Grenadiers - Intermarché-Wanty-Gobert Matériaux - Israel-Premier Tech - Jumbo-Visma - Lotto-Soudal - Movistar Team - Quick-Step Alpha Vinyl - BikeExchange-Jayco - Team DSM - Trek-Segafredo - UAE Team Emirates ProTeams (3)- Alpecin-Deceuninck - Arkéa-Samsic - TotalEnergies |
| |

## Clasificación final
- La clasificación finalizó de la siguiente forma:[2]

### Clasificación general
| \| Clasificación general \| Clasificación general \| Clasificación general \| Clasificación general \| Clasificación general \| \| Ciclista \| Ciclista \| Equipo \| Tiempo \| \| \| --------------------- \| --------------------- \| ---------------------------------- \| --------------------- \| --------------------- \| \| 1.º \| Marco Haller \| Bora-Hansgrohe \| 4 h 37 min 23 s \| \| \| 2.º \| Wout van Aert \| Jumbo-Visma \| + 0 s \| \| \| 3.º \| Quinten Hermans \| Intermarché-Wanty-Gobert Matériaux \| + 0 s \| \| \| 4.º \| Jhonatan Narváez \| Ineos Grenadiers \| + 0 s \| \| \| 5.º \| Patrick Konrad \| Bora-Hansgrohe \| + 4 s \| \| \| 6.º \| Jasper Philipsen \| Alpecin-Deceuninck \| + 10 s \| \| \| 7.º \| Phil Bauhaus \| Bahrain Victorious \| + 10 s \| \| \| 8.º \| Hugo Hofstetter \| Arkéa-Samsic \| + 10 s \| \| \| 9.º \| Max Kanter \| Movistar Team \| + 10 s \| \| \| 10.º \| Alexander Kristoff \| Intermarché-Wanty-Gobert Matériaux \| + 10 s \| \| \| 11.º \| Edvald Boasson Hagen \| TotalEnergies \| + 10 s \| \| \| 12.º \| Matteo Trentin \| UAE Team Emirates \| + 10 s \| \| \| 13.º \| Luka Mezgec \| BikeExchange-Jayco \| + 10 s \| \| \| 14.º \| Iván García Cortina \| Movistar Team \| + 10 s \| \| \| 15.º \| Axel Zingle \| Cofidis \| + 10 s \| \| \| 16.º \| Christian Scaroni \| Astana Qazaqstan Team \| + 10 s \| \| \| 17.º \| Alberto Bettiol \| EF Education-EasyPost \| + 10 s \| \| \| 18.º \| Bram Welten \| Groupama-FDJ \| + 10 s \| \| \| 19.º \| Matis Louvel \| Arkéa-Samsic \| + 10 s \| \| \| 20.º \| Marijn van den Berg \| EF Education-EasyPost \| + 10 s \| \| |                      |                                    |                 |
| |                      |                                    |                 |
| Fuentes: ProCyclingStats Cycling Quotient Cycling Archives |                      |                                    |                 |
| Clasificación general |                      |                                    |                 |
| Ciclista | Ciclista             | Equipo                             | Tiempo          |
| 1.º | Marco Haller         | Bora-Hansgrohe                     | 4 h 37 min 23 s |
| 2.º | Wout van Aert        | Jumbo-Visma                        | + 0 s           |
| 3.º | Quinten Hermans      | Intermarché-Wanty-Gobert Matériaux | + 0 s           |
| 4.º | Jhonatan Narváez     | Ineos Grenadiers                   | + 0 s           |
| 5.º | Patrick Konrad       | Bora-Hansgrohe                     | + 4 s           |
| 6.º | Jasper Philipsen     | Alpecin-Deceuninck                 | + 10 s          |
| 7.º | Phil Bauhaus         | Bahrain Victorious                 | + 10 s          |
| 8.º | Hugo Hofstetter      | Arkéa-Samsic                       | + 10 s          |
| 9.º | Max Kanter           | Movistar Team                      | + 10 s          |
| 10.º | Alexander Kristoff   | Intermarché-Wanty-Gobert Matériaux | + 10 s          |
| 11.º | Edvald Boasson Hagen | TotalEnergies                      | + 10 s          |
| 12.º | Matteo Trentin       | UAE Team Emirates                  | + 10 s          |
| 13.º | Luka Mezgec          | BikeExchange-Jayco                 | + 10 s          |
| 14.º | Iván García Cortina  | Movistar Team                      | + 10 s          |
| 15.º | Axel Zingle          | Cofidis                            | + 10 s          |
| 16.º | Christian Scaroni    | Astana Qazaqstan Team              | + 10 s          |
| 17.º | Alberto Bettiol      | EF Education-EasyPost              | + 10 s          |
| 18.º | Bram Welten          | Groupama-FDJ                       | + 10 s          |
| 19.º | Matis Louvel         | Arkéa-Samsic                       | + 10 s          |
| 20.º | Marijn van den Berg  | EF Education-EasyPost              | + 10 s          |

## Ciclistas participantes y posiciones finales
Convenciones:
- AB: Abandono
- FLT: Retiro por llegada fuera del límite de tiempo
- NTS: No tomó la salida
- DES: Descalificado o expulsado

## UCI World Ranking
La BEMER Cyclassics otorgó puntos para el UCI World Ranking para corredores de los equipos en las categorías UCI WorldTeam, UCI ProTeam y Continental. Las siguientes tablas son el baremo de puntuación y los diez corredores que obtuvieron más puntos:
| Posición   | 1.º | 2.º | 3.º | 4.º | 5.º | 6.º | 7.º | 8.º | 9.º | 10.º | 11.º | 12.º | 13.º | 14.º | 15.º | 16.º-20.º | 21.º-30.º | 31.º-50.º | 51.º-55.º | 56.º-60.º |
| Puntuación | 400 | 320 | 260 | 220 | 180 | 140 | 120 | 100 | 80  | 68   | 56   | 48   | 40   | 32   | 28   | 24        | 16        | 8         | 4         | 2         |

| Clasificación |                    |                                    |        |
| Posición      | Ciclista           | Equipo                             | Puntos |
| ------------- | ------------------ | ---------------------------------- | ------ |
| 1.º           | Marco Haller       | Bora-Hansgrohe                     | 400    |
| 2.º           | Wout van Aert      | Jumbo-Visma                        | 320    |
| 3.º           | Quinten Hermans    | Intermarché-Wanty-Gobert Matériaux | 260    |
| 4.º           | Jhonatan Narváez   | INEOS Grenadiers                   | 220    |
| 5.º           | Patrick Konrad     | Bora-Hansgrohe                     | 180    |
| 6.º           | Jasper Philipsen   | Alpecin-Deceuninck                 | 140    |
| 7.º           | Phil Bauhaus       | Bahrain Victorious                 | 120    |
| 8.º           | Hugo Hofstetter    | Arkéa Samsic                       | 100    |
| 9.º           | Max Kanter         | Movistar                           | 80     |
| 10.º          | Alexander Kristoff | Intermarché-Wanty-Gobert Matériaux | 68     |